# Ali Mirzai
Ali Mirzai eller Mirzaei (persiska: علی ميرزايی), född 28 januari 1929 i Teheran, död 18 juli 2020, var en iransk tyngdlyftare. Han vann en bronsmedalj vid olympiska sommarspelen 1952 i 56-kilosklassen. Mirzai tog också en silvermedalj vid världsmästerskapen i tyngdlyftning 1951 och en bronsmedalj i VM 1954 samt en silvermedalj vid asiatiska spelen 1951.